# Club Atlético San Lorenzo de Almagro (féminines)
Actualités
Le Club Atlético San Lorenzo de Almagro est un club argentin de football féminin fondé en 2002 dans la ville de Buenos Aires. L'équipe représente la section féminine du club homonyme masculin fondé en 1908. En remportant son premier titre de champion en 2008, il devient le premier club de football féminin argentin à briser l'hégémonie des autres clubs de Buenos Aires, River Plate et Boca Juniors.

## Histoire du club
Le Club Atlético San Lorenzo de Almagro est un club omnisports fondé en 1908. En 2002 est créée la section de football féminin qui démarre en première division. 
En 2008, en remportant le tournoi d'ouverture et son premier titre de champion, San Lorenzo se qualifie pour la première édition de la Copa Libertadores féminine où l'équipe terminera à la quatrième place (sur cinq) de son groupe.
En 2015, San Lorenzo et UAI Urquiza terminent en tête du championnat à égalité de points. Il faut un match sur terrain neutre pour déterminer le champion, San Lorenzo le remportera 2-1 est empoche son deuxième titre. Lors de ce match, la gardienne se blesse et est remplacée par la milieu de terrain Sindy Ramírez, qui effectue malgré tout une passe décisive sur coup franc en fin de match. Comme il a été décidé en début de saison, le champion sortant affrontera le champion 2014 pour déterminer le club qualifié pour la Copa Libertadores. San Lorenzo retrouve de nouveau UAI Urquiza pour deux matchs. Après un match nul (1-1) à l'extérieur, San Lorenzo concède la défaite à domicile (1-2) et ne participera pas une deuxième fois à la coupe continentale.
Le 12 avril 2019, le club devient le premier club de football féminin argentin à prendre un statut professionnel.
En 2021, le club remporte le tournoi d'ouverture en battant Boca Juniors aux tirs au but en finale.

## Palmarès
| Compétitions nationales                                                                |
| -------------------------------------------------------------------------------------- |
| - Championnat d'Argentine (4) : - Champion : 2008, 2015, Apertura 2021, Clausura 2024. |